# Иванчо Хаджипенчович
Иванчо Величков Хаджипенчович е османски и български държавник, търговец. Хаджипенчович е член на русенския градски меджлис от 1868 до 1877 година, участник в правителствената съдебно-следствена комисия, която издава смъртната присъда над Васил Левски, избран депутат в Учредителното събрание и член на Държавния съвет и Върховния съд на Княжество България.

## Биография
Иванчо Хаджипенчович е роден в Русе в 1822 (според некролога му) или в 1824 година (според нуфус дефтера, тоест регистъра на населението на Русе от 1862 г.), в семейството на русенския чорбаджия Хаджи Велико (Величко) Хаджипенчович († 1859 г.), търговец и член на русенския меджлис в продължение на около четири десетилетия между 1817 и 1857 година.
Между 1841 и 1845 г. учи право в Париж. Завърнал се в Русе, през 1846 г. се жени за Анастасия Мавриди, праплеменница на търновския елинист Никола Пиколо. Като търговец сключва съдружия с Христо Тъпчилещов и други български и австрийски партньори. Постъпва на османска служба – като член на местния меджлис – през 1852 г., а през 1854 г. е въздигнат в сан на капуджибашия от силистренския валия Ариф паша. Хаджипенчович, заедно с Петраки Златев и Тодор Марков, е сред тримата българи съветници на османския реформатор Мидхат паша в началните месеци на неговото управление като валия на новосъздадения през 1864 година Дунавски вилает. В 1866 година в съдружие с Никола Цветкоолу, Христо Тъпчилещов и Константин Доборович откупува десятъка на зърнените произведения в Ломска каза за 1 280 000 гроша.
През 1866 г. е избран в първия Общ вилаетски съвет (другите българи в съвета са Юрдан Теодоров и Никола Михайловски), през 1867 г. е назначен за председател на вилаетския търговски съд, а през 1868 г. е назначен в имперския Държавен съвет в Цариград, където остава до пролетта на 1877 г. Заедно с Гаврил Кръстевич и Георгаки Чалъкоглу е участник от българска страна в смесената българо-гръцка комисия по уреждането на църковния спор от 1869 до 1872 между Цариградската Патриаршия и обявената с ферман през февруари 1870 г. Българска Екзархия. Член е и на Временния смесен съвет за управление на екзархийските работи от 1872 – 1876 г.
През 1872 г. Хаджипенчович пише мемоар до османския велик везир Махмуд Недим паша, в който подробно излага съществуването на тайна революционна организация сред българите и вероятната сръбска подкрепа за нея. Между ноември 1872 г. и февруари 1873 г. Хаджипенчович е назначен в тричленната правителствена комисия, разследвала Арабаконашкия обир от 22 септември 1872 г. и комитетските мрежи на Българския революционен централен комитет, и осъдила на смърт водача на българското революционно движение Васил Левски.
През лятото на 1876 г. Хаджипенчович, заедно с ливанеца Едмънд Блек бей, е назначен в специална турска комисия за събитията около Априлското въстание и посещава лично Батак и Перущица. В подкрепа на доклада, който изрично упоменава зверствата, извършени от башибозуците, и преброява около 1700 души жертви, Хаджипенчович донася в Цариград отрязана детска ръчичка. Османските власти приемат доклада като един от най-страшните документи в историята си и в Цариград се разпространява мнението, че събитията в Батак и тяхното отразяване са в основата на последвалите нещастия за империята. Той е назначен и в следващата, шестчленна комисия, която разследва наново събитията и изпраща на съд главния виновник за Баташкото клане Ахмед ага Барутанлията, но вече не се ползва с доверието на османските власти и е на практика отстранен от работата ѝ. През пролетта на 1877 г. е освободен от Държавния съвет за неблагонадеждност.
След Руско-турската война и конституирането на Княжество България през февруари 1879 г. Хаджипенчович е избран за депутат от Русенски окръг в Учредителното събрание, гласувало Търновската конституция.
Пренася се в новата столица на България София и става член на Върховния съд, а по време на Режима на пълномощията (1881 – 1883) – и на Държавния съвет. Умира през 1894 година в София.

## Иванчо Хаджипенчович и общественото мнение
Хаджипенчович е силно непопулярна фигура в българското обществено съзнание още от 60-те и 70-те години на 19 век насам, а името му се превръща в нарицателно за национален предател. Поради подозренията в близко сътрудничество между него и Мидхат паша приживе Хаджипенчович е предизвиквал отрицателни оценки сред консервативните кръгове на българската възрожденска интелигенция и търговско-еснафска класа (например Тодор Бурмов във вестник „Время“ от март 1866 г.). Това се обяснява с неговата подкрепа на модернизаторската и асимилаторска политика на Мидхат паша, включително плана му да създаде смесени турско-български училища, които да изместят самостоятелните български просветни институции. По време на споровете между либералното и консервативното течение сред поборниците за българска църковна независимост (1871 – 2 г.) той става обект на нападки в цариградските български издания „Македония“ (редактиран от Петко Славейков) и „Читалище“ (от Тодор Икономов), а след затварянето на „Македония“ от османските власти е подложен на обиди и критики в Любен Каравеловия „Свобода“, издаван в Букурещ (броевете 3 и 6 от 15 юли и 5 август 1872 г.). Участието му в правителствената съдебно-следствена комисия, издала смъртната присъда над Левски, му спечелва омразата на цялата революционна емигрантска общност в Румъния, изразена най-запомнящо се във фейлетона на Христо Ботев „Знаеш ли ти кои сме?“ от март 1873 г. Приетият от изследователи за състоял се факт, че Левски е гостувал в дома на Хаджипенчович на остров Халки до Цариград, където е убеждавал него и други богати българи като Марко Балабанов и Христо Стамболски да подпомогнат финансово комитетите, подкрепят подозренията, че Хаджипенчович е бил посветен в тайни, които впоследствие е използвал срещу българското освободително движение. Дори неутрални наблюдатели като Константин Иречек намират конкретните му действия в съдебната комисия за неоправдани. След 1878 г. Хаджипенчович си построява в София къща на около 150 метра от мястото на обесването на Васил Левски и участва в комитет за събиране средства за вдигане на Паметника на Васил Левски. Ред публицисти, например – Велислава Дърева, използват името на Хаджипенчович като риторична фигура. Например, може да бъде споменат памфлетът ѝ „Внуците на хаджи Иванчо Пенчович ефенди“. Единствено туркофили като д-р Стоян Чомаков, заместил Хаджипенчович в Османския държавен съвет през 1877 г., или Пандели Кисимов са се опитвали вяло да защитят името му.

## Меценат и благотворител
През 40-те и 50-те години на 19 век Иванчо Хаджипенчович е щедър дарител на църковните и образователни институции в родния си град Русе: най-вече на българската църква „Света Троица“ и българското училище към нея, на което е дългогодишен попечител. По-късно участва в събирането на средства за българската църква „Свети Стефан“ в Цариград. Бил е сред спомоществувателите на първото издание на „Горски пътник“ от Георги Раковски (Нови Сад, 1857) както и абонат на вестник „Дунавски лебед“, издаван от Раковски. Около 1863 г. Иванчо Хаджипенчович поръчва на българския живописец Николай Павлович поменален портрет на баща си Велико Хаджипенчович, както и на съпругата си Анастасия – последният е известен под заглавието „Дамата с колието“. През 70-те години на 19 век Павлович рисува втори портрет на Анастасия Пенчович: няколко години след смъртта ѝ. През 1876 г. дъщерята на Хаджипенчович Ефросина К. Бонева, съпруга на д-р Константин Бонев, е касиер на Женско благотворително дружество в Цариград, чиято действаща комисия събира средства за българите-жертви на зверствата, извършени след Априлското въстание (в. „Напредък“ от 18 септември 1876 година).